# Golpe de Estado en Paraguay de 1936

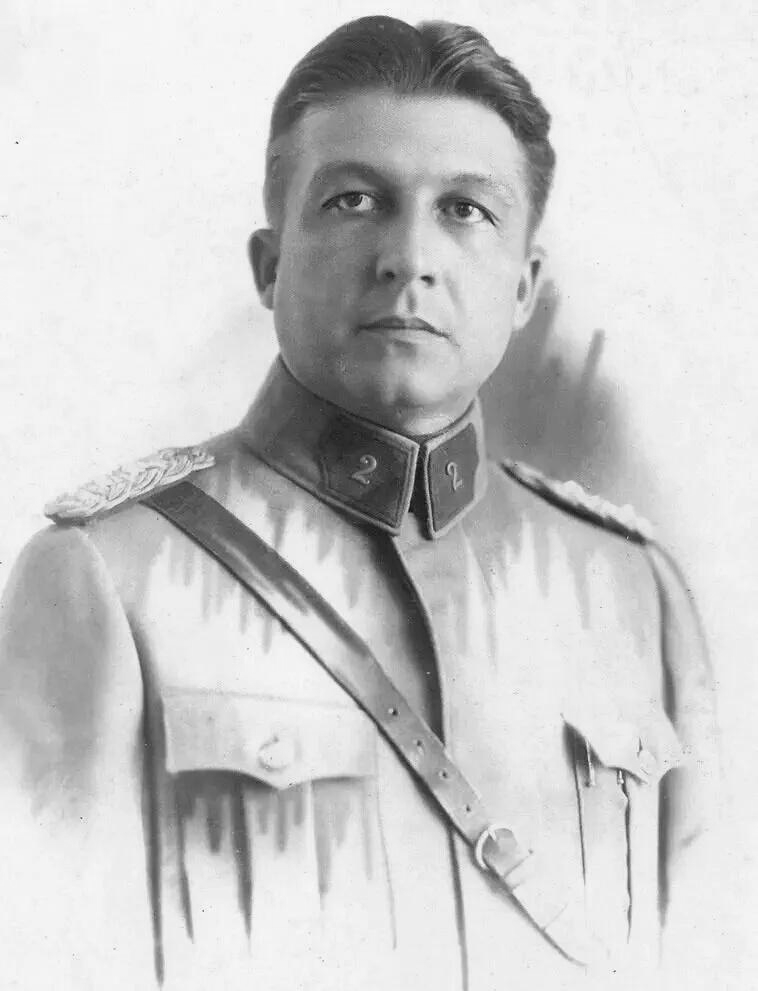
General Rafael Franco.

El golpe de Estado en Paraguay de 1936, también denominado Revolución Febrerista, fue un levantamiento de carácter político y militar que derrocó al presidente constitucional Eusebio Ayala pocos meses después de la finalización de la guerra del Chaco. El golpe formó parte de una serie de cambios de régimen en la historia independiente del Paraguay, marcados por más de veinte revoluciones, pronunciamientos militares y golpes de Estado. 
La Revolución Febrerista fue impulsada por sectores nacionalistas, socialistas y parte del estamento militar, que se oponían a la continuidad del régimen liberal representado por Ayala. A este se le acusaba de haber desatendido las demandas sociales tras la guerra, en un contexto de crisis económica, malestar popular y desmovilización sin beneficios para los excombatientes. El movimiento insurgente resultó en la instauración de un nuevo gobierno encabezado por el coronel Rafael Franco y respaldado por un gabinete predominantemente militar.

## Contexto y fuerzas involucradas
El gobierno derrocado, conocido como el Gabinete de la Victoria por haber conducido al país a la victoria en la guerra del Chaco, fue sustituido por un nuevo régimen que recibió apoyo de una amplia gama de sectores políticos y sociales. Entre ellos se encontraban miembros del Partido Colorado, nacionalistas, socialistas, anarquistas, facciones del Ejército Paraguayo, y representantes de la Liga Nacional Independiente, una organización política que se presentaba como alternativa al bipartidismo tradicional entre liberales y colorados.
A raíz de la revolución, en noviembre de 1936 se constituyó la Unión Nacional Revolucionaria, organización transitoria que más tarde daría origen al Partido Revolucionario Febrerista, de ideología nacionalista y socialdemócrata, aunque con un perfil ideológico heterogéneo en sus orígenes.

## Desarrollo del golpe

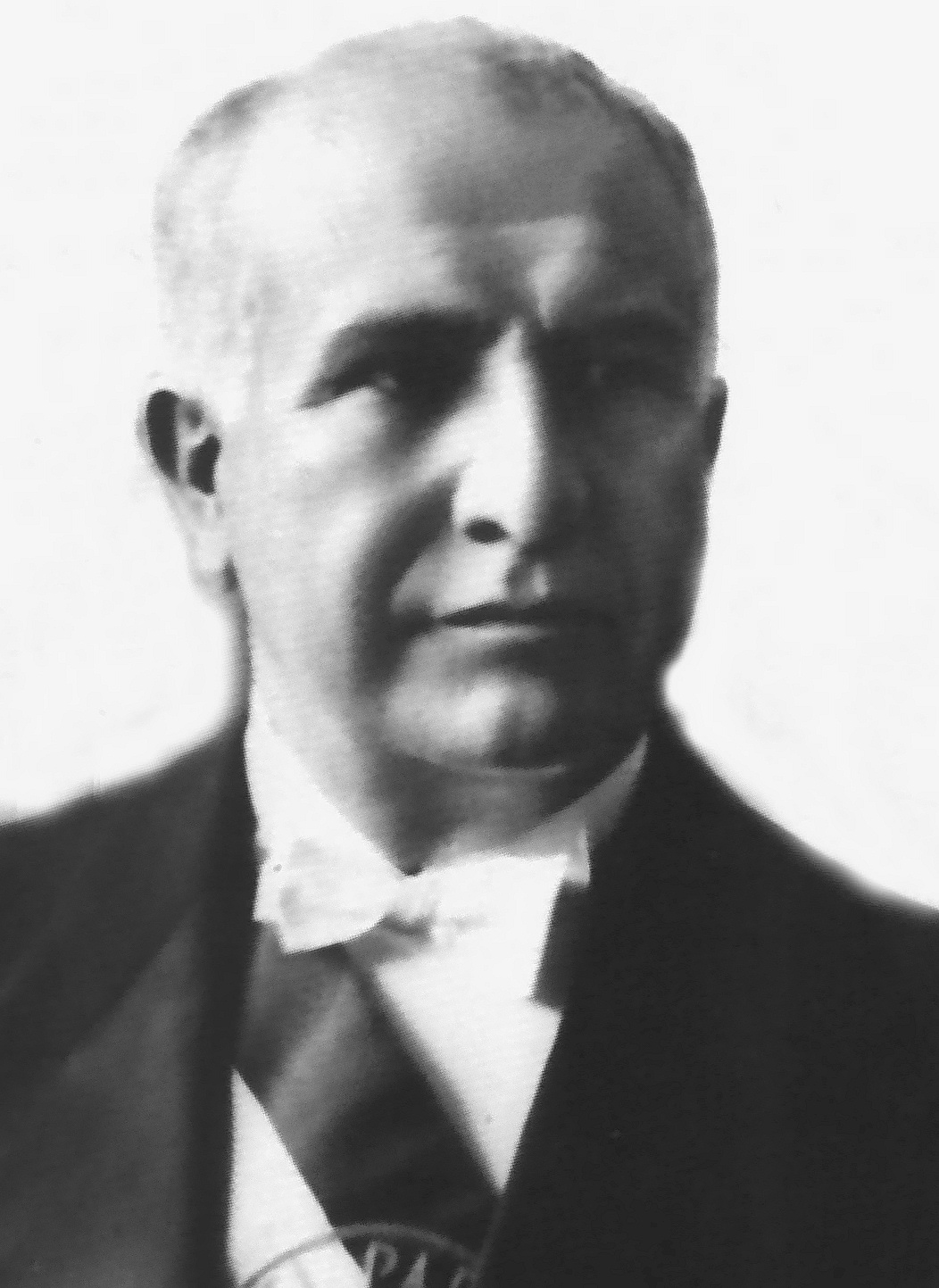
Eusebio Ayala

Eusebio Ayala asumió la Presidencia de la República del Paraguay el 15 de agosto de 1932, sucediendo a José Patricio Guggiari, en medio de las primeras etapas de la guerra del Chaco. Aunque Ayala era conocido por su postura pacifista, durante su mandato se llevó adelante la movilización del Ejército Paraguayo bajo el mando del entonces coronel José Félix Estigarribia. La campaña militar fue exitosa para Paraguay, consolidando la figura de Estigarribia como líder popular y dando al Ejército un nuevo protagonismo político.
Finalizado el conflicto en 1935, la situación interna del país mostró signos de descontento creciente. La crisis económica postbélica afectó gravemente a la población civil: el alza de precios de productos básicos, la paralización de industrias, el desempleo masivo y el abandono de los soldados desmovilizados sin compensaciones generaron un clima de fuerte tensión social. Los sectores militares responsabilizaban al régimen liberal de los problemas estructurales, al tiempo que adquirían una identidad corporativa similar a la de otros ejércitos en la región con tendencias nacionalistas o autoritarias.
Se acusaba al gobierno de Ayala de no haber aprovechado políticamente la victoria en la guerra, y de mantener un régimen percibido como oligárquico y alejado de los intereses populares. En ese clima de efervescencia, distintos grupos —desde anarquistas hasta nacionalistas de inspiración fascista— comenzaron a articular una oposición al régimen liberal.

## Rafael Franco y la instauración del nuevo gobierno
El 17 de febrero de 1936, el coronel Rafael Franco, exiliado durante los años anteriores por su participación en conspiraciones contra gobiernos liberales, regresó al país tras la sublevación. Ese mismo día fue proclamado presidente provisional de la República por una junta de oficiales del Ejército y de la Armada reunidos en sesión general. El 20 de febrero juró oficialmente como presidente provisional del Paraguay.
Poco después del golpe, el expresidente Ayala y el general Estigarribia fueron arrestados y recluidos en el Departamento de Policía de la capital. Según reportes de la época, el entonces ministro del Interior, Gómez Freire, habría sugerido la posibilidad de aplicar la pena de fusilamiento contra Estigarribia, en referencia al armisticio propuesto por Paraguay tras la batalla de Campo Vía durante la guerra. No obstante, finalmente tanto Ayala como Estigarribia fueron deportados tras permanecer varios meses en prisión. Ayala, en particular, partió en un estado de salud delicado y fallecería en el exilio poco tiempo después.

## Consecuencias
La Revolución Febrerista significó un quiebre en la Hegemonía Liberal iniciada en 1904, al instaurar un gobierno de perfil nacionalista, reformista y militarista. Durante su breve mandato (1936-1937), Rafael Franco impulsó una serie de reformas orientadas a la justicia social, la organización sindical y el nacionalismo económico, aunque con fuerte resistencia de sectores conservadores y empresariales.
El gobierno de Franco fue derrocado un año después por otro movimiento militar que restauró temporalmente el predominio del liberalismo, aunque sin lograr la estabilidad política deseada. La figura de Franco y la experiencia febrerista quedarían como referencia simbólica de proyectos políticos alternativos al bipartidismo clásico, y servirían de antecedente para futuras experiencias de intervención militar en la política paraguaya.